# 兴明乡
兴明乡是中国山东省临沂市苍山县（现称兰陵县）下辖的一个乡。2011年，兴明乡被撤销，辖境划入向城镇。

## 行政区划
兴明乡下辖北官庄村、南小官庄村、李皇路村、杨皇路村、王皇路村、徐皇路村、南新村、赵皇路村、田家村、邓桥村、马家官庄村、李家官庄村、竹园村、刘家官庄村、胡家官庄村、金家楼村、彭家官村、尹家村、王家官庄村、兴明前街村、兴明后街村、师庄村、王宅子村、宋村、庄屯村、张屯村、于村、坊前村、后兰庄村、前兰庄村、小郭东村、高村、林村、小郭西村、毛庄村、曹湾村、张村、孙于沟村、常于沟村、卜家楼村、高屯村、郎庄村、北新村。